# 林貴 (成化進士)
林貴（1434年—？），字良貴，廣東廣州府南海縣人，民籍。明朝政治人物。進士出身。

## 生平
廣東鄉試第六十二名。成化八年（1472年）壬辰科會試第六十八名，殿試登進士第三甲第一百二十六名。初任江西进贤县知县，持身清慎，敦尚礼教。丁憂去職，服闋，補館陶知縣，捐俸禄修學校，治理水患，缓征税收，蠲馬解以苏民困，巡抚盛昶曾怀疑他迂腐，後看到他的政绩，更敬禮之。以举荐被徵入朝，未行而卒。

## 家族
曾祖父林郁。祖父林應冬。父亲林伯清。